# Harnaaz Sandhu

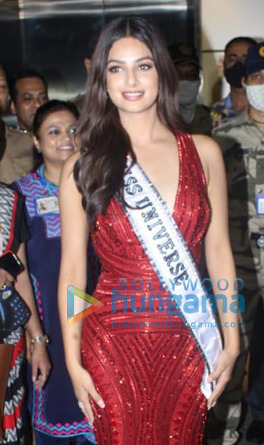
Harnaaz Kaur Sandhu (2021)

Harnaaz Kaur Sandhu (* 3. März 2000 in Gurdaspur, Punjab, Indien) ist ein indisches Model und Schönheitskönigin, die 2021 zur Miss Universe gekrönt wurde.

## Biographie
Sandhu wurde im Dorf Kohali im Gurdaspur, Punjab, in der Nähe der Stadt Batala als Tochter der Eltern Pritampal Singh Sandhu und Rabinder Kaur Sandhu geboren. Ihr Vater ist Immobilienmakler und ihre Mutter ist Gynäkologin. Sie hat auch einen älteren Bruder namens Harnoor. Sandhu wuchs in einer Jat-Sikh-Familie auf.
Die Familie zog 2006 nach England, bevor sie zwei Jahre später nach Indien zurückkehrte und sich in Chandigarh niederließ, wo Sandhu aufwuchs. Sie besuchte die öffentliche Schule Shivalik und das Postgraduate Government College für Mädchen, beide in Chandigarh. Bevor Sandhu Miss Universe wurde, absolvierte sie einen Master-Abschluss in öffentlicher Verwaltung.
Am 30. September 2021 nahm Sandhu am Wettbewerb Miss Diva 2021 teil, bei dem sie zur Miss Universe Indien 2021 gekrönt wurde. Sie folgte der scheidenden Adline Castelino.
Als Miss Diva 2021 erhielt Sandhu das Recht, Indien beim Wettbewerb Miss Universe 2021 zu vertreten, der am 12. Dezember 2021 in Eilat, Israel, stattfand, wo sie zur Gewinnerin gekrönt wurde. Nach ihrem Sieg war sie nach Sushmita Sen 1994 und Lara Dutta 2000 die dritte Inderin, welche die Krone gewann.
Ein Auftritt auf dem Laufsteg der Lakme Fashion Week 2022  führte zu Bodyshaming in sozialen Medien. Sandhu reagierte mit einer Stellungnahme auf Twitter. Sie erklärte, dass sie wie 10 bis 20 % der Bevölkerung unter einer Gluten-Unverträglichkeit leide.